# Honduras na Letnich Igrzyskach Olimpijskich 2016
Honduras na Letnich Igrzyskach Olimpijskich 2016, które odbyły się w Rio de Janeiro reprezentowało 26 zawodników - 24 mężczyzn i 1 kobieta.
Był to jedenasty start reprezentacji Hondurasu na letnich igrzyskach olimpijskich.

## Reprezentanci

### Boks
Mężczyźni
| Zawodnik      | Konkurencja | 1/16             | 1/8              | Ćwierćfinał      | Półfinał         | Finał            | Finał   |
| Zawodnik      | Konkurencja | Przeciwnik Wynik | Przeciwnik Wynik | Przeciwnik Wynik | Przeciwnik Wynik | Przeciwnik Wynik | Miejsce |
| ------------- | ----------- | ---------------- | ---------------- | ---------------- | ---------------- | ---------------- | ------- |
| Teofimo Lopéz | waga lekka  | Oumiha P 0-3     | NQ               | NQ               | NQ               | NQ               | NQ      |

### Judo
Mężczyźni
| Zawodnik     | Konkurencja | 1/32             | 1/16             | 1/8              | Ćwierćfinał      | Półfinał         | Repesaż          | Finał/BM         | Finał/BM |
| Zawodnik     | Konkurencja | Przeciwnik Wynik | Przeciwnik Wynik | Przeciwnik Wynik | Przeciwnik Wynik | Przeciwnik Wynik | Przeciwnik Wynik | Przeciwnik Wynik | Pozycja  |
| ------------ | ----------- | ---------------- | ---------------- | ---------------- | ---------------- | ---------------- | ---------------- | ---------------- | -------- |
| Ramón Pileta | + 100 kg    | Silva P0000-110  | NQ               | NQ               | NQ               | NQ               | NQ               | NQ               | NQ       |

### Lekkoatletyka
Mężczyźni
| Zawodnik         | Konkurencja | Eliminacje | Eliminacje | Półfinał | Półfinał | Finał | Finał   |
| Zawodnik         | Konkurencja | Wynik      | Miejsce    | Wynik    | Miejsce  | Wynik | Miejsce |
| ---------------- | ----------- | ---------- | ---------- | -------- | -------- | ----- | ------- |
| Rolando Palacios | bieg 200 m  | 21,32      | 7.         | NQ       | NQ       | NQ    | NQ      |

### Piłka nożna
Turniej mężczyzn
Reprezentacja Hondurasu w piłce nożnej mężczyzn brała udział w rozgrywkach grupy D turnieju olimpijskiego, w której jeden mecz wygrała, jeden zremisowała i jeden przegrała, awansując do ćwierćfinału, w którym uległa jednak reprezentacji Brazylii, odpadając z dalszych rozgrywek.
Tabela grupy
| Zespół     | Pkt | M | W | R | P | Br+ | Br− | +/− |
| ---------- | --- | - | - | - | - | --- | --- | --- |
| Portugalia | 7   | 3 | 2 | 1 | 0 | 5   | 2   | +3  |
| Honduras   | 4   | 3 | 1 | 1 | 1 | 5   | 5   | 0   |
| Argentyna  | 4   | 3 | 1 | 1 | 1 | 3   | 4   | -1  |
| Algieria   | 1   | 3 | 0 | 1 | 2 | 4   | 6   | -2  |

Faza grupowa
| 4 sierpnia 2016 20:00 CET | Honduras · Romell Quioto 13' · Marcelo Pereira 33' · Antony Lozano 79' | 3:2(2:0)Raport | Algieria · 68' Sofiane Bendebka · 85' Baghdad Bounedjah | Stadion Olimpijski, Rio de Janeiro Widzów: 20 000 Sędzia: Sandro Ricci |
|                           |                                                                        |                |                                                         |                                                                        |

| 7 sierpnia 2016 20:00 CET | Honduras · Alberth Elis 1' | 1:2(1:2)Raport | Portugalia · 21' Tobias Figueiredo · 36' Gonçalo Paciência | Stadion Olimpijski, Rio de Janeiro Widzów: 32 928 Sędzia: Roddy Zambrano |
|                           |                            |                |                                                            |                                                                          |

| 10 sierpnia 2016 18:00 CET | Argentyna · Mauricio Martínez 90+3' | 1:1(1:1)Raport | Honduras · 75' (k) Anthony Lozano | Estádio Nacional, Brasilia Widzów: 16 029 Sędzia: Antonio Mateu Lahoz |
|                            |                                     |                |                                   |                                                                       |

Ćwierćfinał
| 13 sierpnia 2016 00:00 CET | Korea Południowa | 0:1(0:0)Raport | Honduras · 59' Elis Alberth | Mineirão, Belo Horizonte Widzów: 36 704 Sędzia: Gehad Grisha |
|                            |                  |                |                             |                                                              |

Półfinał
| 17 sierpnia 2016 18:00 CET | Brazylia · 1', 90+1' Neymar · 26', 35' Gabriel Jesus · 51' Marquinhos · 79' Luan | 6:0(3:0)Raport | Honduras | Maracanã, Rio de Janeiro Widzów: 52 457 Sędzia: Ovidiu Hațegan |
|                            |                                                                                  |                |          |                                                                |

Mecz o brązowy medal
| 20 sierpnia 2016 18:00 CET | Honduras · 71'Anthony Lozano · 86' Marcelo Pereira | 2:3(0:1)Raport | Nigeria · 34' (56) Umar Sadiq · 49' Aminu Umar | Mineirão, Belo Horizonte Widzów: 9 091 Sędzia: Sandro Ricci |
|                            |                                                    |                |                                                |                                                             |

Skład
| Nr | Imię i nazwisko      | Data urodzenia (wiek) | Klub                    | Pozycja |
| -- | -------------------- | --------------------- | ----------------------- | ------- |
| 1  | Luis López Fernández | 13.09.1993 (22)       | Real España             | B       |
| 2  | Jonathan Paz         | 18.06.1995 (21)       | Deportivo Real Sociedad | O       |
| 3  | Marcelo Pereira      | 27.05.1995 (21)       | CD Motagua              | O       |
| 4  | Kevin Álvarez        | 3.08.1996 (20)        | CD Olimpia              | O       |
| 5  | Allans Vargas        | 25.09.1993 (22)       | Real España             | O       |
| 6  | Bryan Acosta (k)     | 24.11.1993 (22)       | Real España             | P       |
| 7  | Brayan Ramírez       | 16.06.1994 (22)       | Juticalpa F.C.          | P       |
| 8  | Johnny Palacios      | 20.12.1986 (29)       | CD Olimpia              | O       |
| 9  | Anthony Lozano       | 25.04.1993 (23)       | CD Tenerife             | N       |
| 10 | Óscar Salas          | 8.12.1993 (22)        | CD Olimpia              | P       |
| 11 | Marcelo Espinal      | 24.02.1993 (23)       |                         | P       |
| 12 | Romell Quioto        | 9.08.1991 (24)        | CD Olimpia              | N       |
| 13 | Jhow Benavídez       | 26.12.1995 (20)       | Real España             | P       |
| 14 | Elder Torres         | 14.04.1995 (21)       | Real Monarchs           | P       |
| 15 | Allan Banegas        | 4.10.1993 (22)        | CD Marathón             | P       |
| 16 | Brayan García        | 26.05.1993 (23)       | CDS Vida                | O       |
| 17 | Alberth Elis         | 12.02.1996 (20)       | CD Olimpia              | N       |
| 18 | Harold Fonseca       | 8.10.1993 (22)        | Juticalpa F.C.          | B       |

Trener:  Jorge Luis Pinto

### Pływanie
Mężczyźni
| Allan Gutiérrez Castro | 100 m stylem motylkowym | 55,20 | 39. | NQ | NQ |

Kobiety
| Zawodniczka   | Konkurencja           | Eliminacje | Eliminacje | Półfinał | Półfinał | Finał | Finał   |
| Zawodniczka   | Konkurencja           | Czas       | Miejsce    | Czas     | Miejsce  | Czas  | Miejsce |
| ------------- | --------------------- | ---------- | ---------- | -------- | -------- | ----- | ------- |
| Sara Pastrana | 200 m stylem dowolnym | 2:03,19    | 38.        | NQ       | NQ       | NQ    | NQ      |

### Podnoszenie ciężarów
Mężczyźni
| Zawodnik         | Konkurencja | Rwanie | Rwanie  | Podrzut | Podrzut | Razem  | Pozycja |
| Zawodnik         | Konkurencja | Wynik  | Pozycja | Wynik   | Pozycja | Razem  | Pozycja |
| ---------------- | ----------- | ------ | ------- | ------- | ------- | ------ | ------- |
| Cristopher Pavón | do 94 kg    | 145 kg | 15.     | 180 kg  | 15.     | 325 kg | 15.     |

### Taekwondo
Kobiety
| Zawodnik       | Konkurencja | 1/8                 | Ćwierćfinał      | Półfinał         | Repesaż          | Finał/BM         | Finał/BM |
| Zawodnik       | Konkurencja | Przeciwnik Wynik    | Przeciwnik Wynik | Przeciwnik Wynik | Przeciwnik Wynik | Przeciwnik Wynik | Pozycja  |
| -------------- | ----------- | ------------------- | ---------------- | ---------------- | ---------------- | ---------------- | -------- |
| Miguel Ferrera | - 80 kg     | Khodabakhshi P 1-13 | NQ               | NQ               | NQ               | NQ               | NQ       |